# Millî Görüş
Millî Görüş (også Islamische Gemeinschaft Milli Görüs, IGMG) er en politisk og islamisk bevægelse grundlagt af den tyrkiske politiker Necmettin Erbakan i 1969 og er godkendt som trossamfund i Danmark. Bevægelsen er blevet kaldt for en af de ledende tyrkiske diasporaorganisationer i Europa og er blevet beskrevet som den største islamistiske organisation med aktivitet i Europa. Termen Millî Görüş sigter også på organisationens religiøse vision, som betoner den åndelige styrke i islams tro og forklarer den muslimske verdens tilbagegang som et resultat af tilpasningen til Den vestlige verden værdier som sekularisme og en uegnet tilpasning af dens teknologi.
Necmetin Erbakan publicerede i 1969 et manifest, som han gav navnet Millî Görüş. Det talte mest i almene termer om islamisk moral og religiøs uddannelse men brugte stor opmærksomhed på spørgsmål som industrialisering, udvikling og økonomisk uafhængighed. Yderligere advarede han i manifestet for tilnærmelse til Europa i det han betragtede EU være et zionistiskt og katolsk projekt for assimilering og afislamisering af Tyrkiet og anbefalede i stedet et nærmere økonomisk samarbejde mellem muslimske lande.
Ved valget i 1996 fik han flest stemmer og blev Tyrkiets første islamistiske statsminister. Men efter et år blev han afsat igennem et ublodigt kup, og hans parti blev forbudt for fjerde gang.  Tyrkietkenderen Esref Okumus skrev på Dagens Nyheter - kultur den 26. april 2016 "Erbakans fundamentalistiske lære hviler på tre ben: en urokkelig tro på sharia , en dyb foragt for den vesterlandske livsstil og en nærmest grænseløs besættelse af antisemitiske dogmer".